# ألغاتوثين
بلدية العَطُوشين أو (نقحرة: ألغاتوثين) (بالإسبانية: Algatocín) هي بلدية تقع في مقاطعة مالقة التابعة لمنطقة أندلوسيا جنوب إسبانيا.

## الديموغرافيا
بلغ عدد سكان بلدية العَطُوشين 904 نسمة عام 2011 (وفقاً للمعهد الوطني الإسباني للإحصاء).
| 1.014 | 947 | 965 | 951 | 936 | 909 | 904 |